# Stereohypnum langsdorffii
Stereohypnum langsdorffii là một loài Rêu trong họ Hypnaceae. Loài này được (Hook.) M. Fleisch. mô tả khoa học đầu tiên năm 1908.